# Larvik
Larvik je grad i središte istoimene općine i okruga Vestfold u Norveškoj. 

## Zemljopis
Grad se nalazi u istočnoj Norveškoj u regiji Østlandet (Istočna Norveška). 

## Vanjske poveznice
- Službene stranice općine[neaktivna poveznica]

### Ostali projekti
|  | Zajednički poslužitelj ima još gradiva o temi Larvik |